# Ángel Rondón
Ángel Rondón Rijo (Macao, La Altagracia, República Dominicana, 16 de julio de 1950) es un contable, ganadero, hombre de negocios, inversionista y representante de marcas de la República Dominicana. Rondón es el representante exclusivo del conglomerado Novonor (Anteriormente Odebrecht) en República Dominicana y posee varias empresas dedicadas a la ganadería y la construcción.  También representa las empresas Italianas Ghella e Impregilo, así como la británica Biwater.
Rondón fue señalado por el Ministerio Público de ese país como el principal imputado del denominado Caso Odebrecht, luego de que la empresa brasileña Novanor admitiera haber realizado pagos de US$92 millones a empresarios, funcionarios y políticos de República Dominicana.

## Primeros años y familia
Ángel Rondón nació el 16 de julio de 1950 en Macao, un paraje en la costa de la provincia La Altagracia que actualmente pertenece a Punta Cana. Es hijo del ganadero Domingo Rondón y Carmela Rijo (ambos fenecidos) y es el penúltimo de 8 hermanos. Realizó sus estudios primarios en una escuela pública de Macao. Luego de terminar la primaria se trasladó a Santo Domingo, capital del país, donde realizaría los estudios secundarios en el Colegio Patrón San José. En 1975 inició sus estudios universitarios y en 1979 se graduó de Licenciado en Contabilidad de la Universidad Acción Pro Educación y Cultura (APEC).
Ese mismo año contrae matrimonio con Zunilda Marte, con quien ha procreado 4 hijos: Angelina, Ángel Rafael, Ángel Daniel y Ángel Junior Rondón Marte.

## Inicio en los negocios
Desde los 5 años de edad Rondón se dedicó al trabajo de campo, acompañando a su padre en los trabajos de agricultura y la ganadería. Con tan solo 10 años (1960) trabajaba como camarero en un bar-restaurante, ubicado en la Playa Macao, lugar donde actualmente se construye el Moon Place, que será el hotel turístico más grande de la zona.
En 1962 se trasladó a Santo Domingo, vivía en la casa de su tía, ubicada en la calle Abreu, esquina Juan de Morfa. Con 12 años trabajaba en un colmado 12 horas continuas, de 6 de la mañana hasta las 6 de la tarde. Estudiaba en la noche, por lo que al cumplir su horario laborar se desplazaba hasta la escuela primaria.
En 1970, ya con 20 años de edad inicia su trabajo formal como mensajero en Mateco, una importante ferretería de la época. Ese mismo año inició sus estudios secundarios, a los que acudía en horario nocturno, ya que tenía que trabajar durante el día. 
Tras fallecer su padre en 1973, Ángel Rondón asumió la responsabilidad de la finca agropecuaria, que hoy en día es una de las más importantes de la región; Hacienda los Ángeles.
En 1977 emprendió su primer negocio de importación de repuestos de motocicletas y bicicletas. Tenía como socio a un italiano llamado Cosimo de Lillo. Tras haber iniciado como mensajero en la ferretería Mateco, terminó siendo el contador general, aunque luego, en 1978, renunció a la empresa para dedicarle tiempo a su negocio. En 1980 formó la empresa Bici-moto y se convirtió en el pionero en todo el país en la importación de motocicletas.
Con el brote de la gripe porcina de 1976, en el país se procedió a la eliminación de los cerdos y en 1982 Ángel Rondón decidió crear una granja agropecuaria que tendría como objetivo iniciar, la cría y reproducción de ganado porcino y, posteriormente, ganado bovino. Todo esto a partir de un financiamiento de RD$12 mil pesos que le había otorgado la Financiera Nacional de Desarrollo (Finempresa), propiedad del Banco Popular Dominicano.
En 1983 fue designado como Secretario de Estado Sin Cartera por el entonces presidente de la República Dominicana, Salvador Jorge Blanco. También fundó el periódico El Sol, conjuntamente con José Hazim, Josecito Hazim Frapier, José Muñoz, Gabriel Peña, entre otros empresarios dominicanos que residían en el extranjero.
Ese mismo año Rondón fundó, junto a Víctor Livio Cedeño, el Banco Dominico-Hispano y un año después, en 1984, la Junta Monetaria le otorgó la licencia para que operase como banco comercial en el país. En ese entonces el capital mínimo para operar era de RD$ 3 millones de pesos, pero la Junta Monetaria en esa misma resolución la modificó para que la apertura sea de 6 millones. A Rondón y sus socios le pusieron un plazo de 6 meses para saldar la aportación.
Posteriormente, el 30 de junio de 1985, Ángel Rondón y sus socios inauguraron el Banco Dominico-Hispano con la presencia del presidente Salvador Jorge Blanco. En la misma Rondón fue electo como vicepresidente del banco comercial y en diciembre del mismo año fue elegido como su presidente.
Aunque su responsabilidad había aumentado, Rondón continuó con sus negocios anteriores, la ganadería y la importación de motocicletas.
A finales de 1985 Rondón promovió junto a dos personas más la venta al gobierno de una termoeléctrica Mitsubishi Havey de 33 Megawatt por un valor de US$35 millones de dólares. La misma fue instalada en el río Higuamo de la provincia San Pedro de Macoris, la cual inició sus operaciones en 1987. Tras la venta, Rondón obtuvo una ganancia de US$350 mil dólares.
En 1986, Ángel Rondón y la empresa Italiana Impregilo promovieron la construcción de Central Hidroeléctrica Monabao-Bejucal Taveras que sería instalada en el río Yaque, municipio Jarabacoa por un valor de US$150 000 000 (ciento cincuenta millones de dólares). Luego de cerrar el contrato con el gobierno, inmediatamente se iniciaron los trabajos de campamento y la pavimentación que facilitarían el acceso a la construcción de la hidroeléctrica.
Luego de que el Dr. Joaquín Balaguer tomara posesión de su cuarto mandato presidencial en agosto del 1986, dos meses después el mandatario detuvo la construcción de la Central Hidroeléctrica y en cambio le otorgó a Rondón y la empresa Impregilo la construcción de la Central Hidroeléctrica Jigüey Aguacate. 
En 1987, el entonces presidente Joaquín Balaguer dio el primer picazo que marcó el inicio de la nueva presa ubicada en la región sureste del país, obra que fue concluida e inaugurada por el mandatario en 1992, por un valor de US$500 millones de dólares. En este proyecto, Ángel Rondón ganó alrededor de US$10 000 000 (diez millones de dólares).
A mediados de 1988, Rondón renunció a la presidencia del Banco Dominico-Hispano y vendió sus acciones para dedicarse a sus propios negocios de ganadería, importación de motocicletas y la representación comercial de Impregilo. Aunque un año después (1992), decidió incorporar la importación de ajo, cebolla, arroz, habichuelas, trigo, etc.
Para el año 1993 Rondón había creado una compañía llamada FIVALORES, y la cerró en el año 2000. En 1997, Ángel Rondón empezó a promover el acueducto de la zona oriental, así como barreras de salinidad. Estas obras las promovió para la empresa Impregilo. La misma se ejecutaron por un monto de US$125 millones de dólares y Rondón obtuvo por honorarios la suma de US$2.5 millones de dólares.

## Ángel Rondón y Odebrecht
Ángel Rondón Rijo llega a Odebrecht en el año 2001 gracias a Fernando Fonpura, ex embajador Brasileiro en República Dominicana. Rondón y Fonpura jugaban tenis en Casa España. Un sábado en la mañana Fonpura llama a Rondón para pedirle que acudiese el día siguiente a su oficina para presentarle dos representantes de una empresa Brasileña.
Aunque fue citado para las 10 de la mañana, Rondón llegó 15 minutos antes. Una vez en la oficina, Fernando Fonpura los presentó, se trataba de Marcelo Yardin y Roberto Aubrin. Para presentarlos entre sí, realizó una breve reseña de los ejecutivos de Odebrecht y de Ángel Rondón. Los ejecutivos consideraron que Rondón era la persona idónea para ser el representante comercial de la empresa en el país. Rondón le advirtió que en el momento representaba a otras marcas y empresas, siendo Impregilo la más importante, dejándole claro que no podía aceptar sin antes consultar con la empresa Italiana, por lo que daría su respuesta al finalizar la tarde de ese día.
Como Marcelo Yardin tenía que emprender un viaje hacia Colombia ese mismo día, dejó a Roberto Aubrin para que se reúna con Rondón el día siguiente. Ángel Rondón fue a Impregilo y se reunió con su director regional, Antonio Dotti. En la reunión Rondón le habló sobre la propuesta que le hacía la empresa brasileira Odebrecht, sin embargo, le dijeron que no tenían ningún inconveniente siempre y cuando haya que participar en un proyecto en el cual concursen ambas empresas, Rondón lo haría con Impregilo. Así lo acordaron.

## Escándalo del Caso Odebrecht
El Caso Odebrecht es un caso de corrupción, a veces denominado el más grande de la historia en América Latina, y que ha abarcado más de 30 años. El caso está basado en una investigación del Departamento de Justicia de los Estados Unidos, junto 10 países de Latinoamérica, a la constructora brasileña Odebrecht. En dicha investigación se detalla como Odebrecht habría realizado presuntas coimas de dinero destinadas al soborno de presidentes, expresidentes y funcionarios del gobierno de al menos 12 países, incluida la República Dominicana.
Luego de que Estados Unidos revelara los documentos sobre los sobornos de esta compañía en varios países de América Latina por un valor de 788 millones de dólares efectuados y reconocidos por la compañía brasileña, todos los países señalados abrieron procesos de investigación.
Tras las investigaciones, fueron detenidos varios presidentes, expresidentes, funcionarios y exfuncionarios del gobierno.
Durante el proceso, para resarcir los daños, Odebrecht fue multada con sumas millonarias en los países donde operaba.
Aunque en principio las investigaciones del Caso Odebrecht tuvieron un gran auge en la región latinoamericana debido a las protestas y escándalos suscitados en los países donde supuestamente había repartido coimas de dinero, no es menos cierto que algunas naciones politizaron el caso.
En República Dominicana, por ejemplo, la constructora Norberto Odebrecht operaba desde el año 2001 hasta el 2017, pero las investigaciones realizadas por el Ministerio Público de ese país sólo investigó hasta el año 2012, obviando la mitad del primer y segundo período de gobierno del expresidente Danilo Medina (2012-2020), a pesar de que la división de operaciones estructuradas de Odebrecht creada supuestamente para sobornar, fue introducida en República Dominicana a finales del 2013.
Aunque en principio se investigaron a más de 14 personas, incluyendo varios funcionarios del gobierno, el caso se fue politizando paulatinamente cuando el Ministerio Público presentó ante el juez Francisco Ortega Polanco, acusación formar contra legisladores y exfuncionarios de la oposición, así como un abogado y un empresario. En dicha acusación, aunque sin ninguna prueba fehaciente contra los imputados, se presentó a Ángel Rondón Rijo como el intermediario que repartiría dichos sobornos.
El 9 de julio del 2017, durante la revisión de la medida de coerción solicitada por el Ministerio Público dominicano, la reconocida y respetada jueza Miriam Germán, en ese entonces presidenta de la Cámara Penal de la Suprema Corte de Justicia (2011-2019), en su voto disidente, dijo que en la investigación al Caso Odebrecht presentada por el Ministerio Público se apreciaba una dificultad probatoria y agregó que a dicho expediente no se le auguraba un futuro esperanzador, incluso si este pasara a juicio de fondo, puesto que la prueba tiene que ser hecha para no dejar lugar a duda razonable.
Tres años después, el 16 de agosto del 2020, el presidente Luis Abinader nombró a Miriam Germán como Procuradora General de la República. El 18 de septiembre Germán se inhibió del Caso Odebrecht y dijo que su posición era coherente por la postura que mantuvo cuando dio su voto disidente en la Suprema Corte de Justicia.
Unos meses después, en mayo del 2021, en una entrevista con el veterano periodista Huchi Lora, la procuradora Miriam Germán reafirmó su decisión sobre el voto disidente cuando revisó la medida de coerción que había solicitado la anterior administración del Ministerio Público en 2017.

## Antecedentes
Antes de que estallara el Caso Odebrecht, Ángel Rondón Rijo estaba en Nueva York, Estados Unidos. Disfrutaba de las vacaciones navideñas junto a su familia. Había llegado al estado estadounidense el 19 de diciembre del 2016. Dos días después, el 21 de diciembre, una de sus hijas ve en la prensa lo que ocurría con Odebrecht en el país y su gerente general, Marco Antonio Vasconcelos Cruz.  De acuerdo con las afirmaciones de Rondón, ella se acercó a él y le dijo: “Papi, mira lo que pasa con Odebrecht y Marco Cruz”.
Le advierte que se prepare, agregando que, como Ángel Rondón es el representante comercial, era imposible no verse involucrado en el caso. Rondón le manifestó “¿yo por qué?, yo no he hecho nada”. En respuesta, su hija le replicó que de todos modos se preparara.
El caso avanzaba conforme pasaban los días, Rondón llamó a Marco Cruz, pidiéndole explicación sobre un supuesto acuerdo al que éste había llegado con las autoridades dominicanas.
Las cosas empezaron a inquietarse en el país y el Caso se convirtió diariamente en la primera plana de los periódicos más importantes y leídos del país.
Rondón había llegado a la conclusión de que lo mejor era regresar a República Dominicana para evitar que piensen que él salió del país huyéndole a las autoridades. Aunque el regreso de toda la familia estaba pautado para el 10 de enero del 2017, Rondón regresó él solo el 1 de enero de ese año. De acuerdo con lo expresado en varias entrevistas, así como en las intervenciones en audiencias, regresó con la confianza de que no tenía temor de lo que pudiera pasar.
El 10 de enero del 2017, Marcelo Hofke, uno de los gerentes de Odebrecht en el país, fue interrogado por Jean Alain Rodríguez y varios fiscales más en la Procuraduría General de la República. El interrogatorio fue presuntamente para que este explicara con detalles los supuestos 92 millones dólares que la empresa había distribuido como coimas.
Antes de terminar el interrogatorio a Hofke, en horas de las 6:00 p. m., de manera simultánea, la procuraduría difundió una nota de prensa a la vez que su procurador general, Jean Alain Rodríguez, informó a los medios de comunicación que tras el interrogatorio a Marcelo Hofke, ya sabían sobre el destino de los 92 millones de dólares, así como la persona que había servido de intermediario para repartirlos, señalando a Ángel Rondón como el responsable.
De acuerdo con Ángel Rondón Rijo, unos minutos después Marcelo Hofke llegó a la oficina diciéndole al momento de su llegada que le había ido bien en el interrogatorio. Sin embargo, Rondón le pregunta: “¿Qué fue lo que tu dijiste? Pero tu dijiste que yo había recibido los 92 millones de dólares.” A lo que Hofke respondió vivamente que no. Rondón le mostró la rueda de prensa y Hofke se llevó las manos en la cabeza alegando: “Pero que tipo más mentiroso, yo no dije eso, eso no es verdad”.

## Juicio de fondo
El 6 de julio de 2018 se dio apertura al conocimiento de juicio preliminar al Caso Odebrecht, con la participación de 14 implicados. El 21 de junio de 2019 el juez de Instrucción Especial de la Suprema Corte de Justicia, Francisco Ortega Polanco, declaró el caso como complejo y envió a Ángel Rondón y otros 5 implicados a juicio de fondo.
El lunes 23 de septiembre de 2019 inició el juicio de fondo en el primer  tribunal colegiado del Distrito Nacional, teniendo como juezas a Esmirna Méndez, Tania Yunes y Jissel Naranjo.
En las audiencias, Ángel Rondón se defendió con pruebas, alegando que nunca le pasó por la mente sobornar para conseguirle contratos a Odebrecht, mostrando con documentación el contrato de representación que aún mantiene con la empresa brasileña, así como el porcentaje de ganancias por cada contrato que este obtuviese para la compañía. También alegó que no tiene testaferro alguno. Aunque el Ministerio Público lo acusó de ser el principal autor intelectual, acusándolo de haber sobornado a 5 personas, los testigos del propio órgano acusador dijeron que Rondón sólo hacía su papel de representante legal y comercial en República Dominicana. Sin embargo, un último testigo, el denominado testigo estrella de la parte acusadora, dijo que Rondón se encargaba de realizar los sobornos para conseguirles obras a Odebrecht. Aunque testificó bajo juramento, las declaraciones de este testigo no tenían ningún fundamento, ya que los demás testigos, tanto por la parte acusadora como la defensa habían negado que Rondón sobornaba a lesgisladores y funcionarios.
El 10 de octubre del 2021 (4 días antes de decisión del juicio), el magistrado Wilson Camacho escribió en su cuenta de Twitter una serie de publicaciones sobre la corrupción que lo hicieron tendencia. Las reacciones no tardaron cuando Waldi Gerardo acusó al magistrado de intentar intimidar a las juezas. El 14 octubre el tribunal condenó a Ángel Rondón a 8 años de prisión con libertad condicinal. Sin embargo, descargó de sobornos a los otros 5 imputados, quedando Rondón como el único condenado por haber sobornado y sin que aparezcan los sobornados. Esto estableció un precedente en la historia de la justicia dominicana, en la que se condena a una persona sin pruebas. El 26 de enero del 2022 Rondón apeló la decisión del tribunal.